# Воскресенский собор (Шуя)
Воскресе́нский собо́р (собор Воскресения Христова) — кафедральный соборный храм Шуйской епархии Русской православной церкви, выстроенный в 1790-х годах.
Известен своей 106-метровой колокольней — первой в Европе среди звонниц, стоящих отдельно от храмов. Возводилась колокольня долго, с 1810 по 1833 годы, и до сих пор остаётся самым высоким зданием Ивановской области. В 1891 году на третий ярус колокольни был поднят седьмой по величине колокол в России (весом 1270 пудов). Он был отлит в Москве на средства крупного фабриканта М. А. Павлова.
15 марта 1922 года на площади перед Воскресенским собором произошли столкновения между православными верующими, выступившими против изъятия церковных ценностей из храма, и силами властей; погибли четверо верующих, несколько десятков верующих и красноармейцев были ранены или избиты. Эти события вошли в историю как Шуйское дело и стали началом усиления репрессий советской власти в отношении Русской православной церкви.

## Предыстория
Известный составитель писцовых книг Афанасий Веков в описи города Шуи 1629 года говорит, что деревянная и весьма бедная Воскресенская церковь была приходскою.
Для этой церкви в 1655 году иконописцем из Шуи Герасимом Иконниковым была написана Смоленская икона Божией Матери. Собором Воскресенская церковь сделана была в 1667 году из-за чудес, которые в то время стали совершаться от новописанной иконы, с тех пор именуемой Шуйско-Смоленской иконой Божией Матери. Вскоре после переименования в соборную вместо прежней деревянной церкви усердием граждан был воздвигнут пятиглавый каменный Воскресенский соборный храм. В описи города Шуи, составленной в 1709 году воеводою Яковом Сытиным, о шуйском соборе сказано: «да в Шуе на посаде соборная и Апостольская церковь Пресвятыя Владычицы Щуйския, да церковь Великаго Чудотворца Николая, каменныя».
Обе церкви во время пожара 12 мая 1770 года были разрушены. После того собор был вновь отстроен, а спустя 22 года был из-за ветхости сломан.

## История

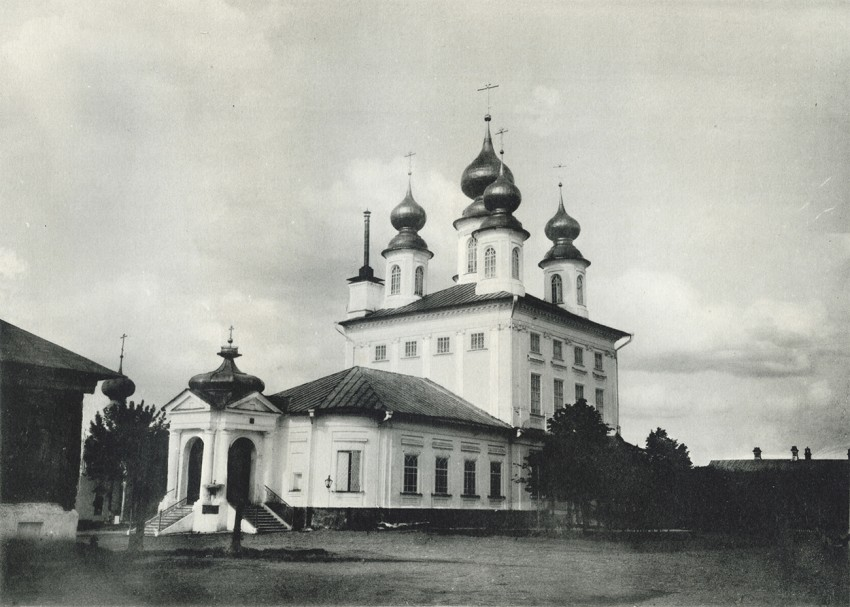
Так выглядел храм до пристройки трёхглавия над западным входом

Строительство современного храма продолжалось в 1792—1798 годах на средства прихожан. 19 сентября 1799 года епископ Владимирский и Суздальский Виктор освятил собор. Уцелевший во время пожаров чудотворный образ был перенесён в храм. Вскоре после освящения собор был украшен живописью, а иконостас — резьбой и позолотою, стоившими 12 000 рублей. Собор увенчан пятью главами, крытыми вызолоченной латунью. Кресты на главах восьмиконечные из такого же металла.
В 1810 году итальянский архитектор Гауденцио Маричелли начал строительство колокольни Воскресенского собора. В 1819 году колокольня, выведенная до четвёртого яруса, рухнула. Завершено строительство было только в 1833 году крестьянином Владимирского уезда Михаилом Саватеевым под руководством губернского архитектора Евграфа Петрова. Высота колокольни от основания до оконечности креста была 49 сажен 2 аршина, шпиля — 10 сажен 1 аршин. Шпиль был обит белым железом, а яблоко и крест на нём вызолочены.
В 1912—1913 годах храм был расширен: появилась новая трапезная, было воздвигнуто трёхглавие над западным входом.
В конце XIX века причт составляли протоиерей, два священника, диакон и три псаломщика. При соборе действовала церковно-приходская школа, открытая в 1889 году.

## Советские годы и современное состояние

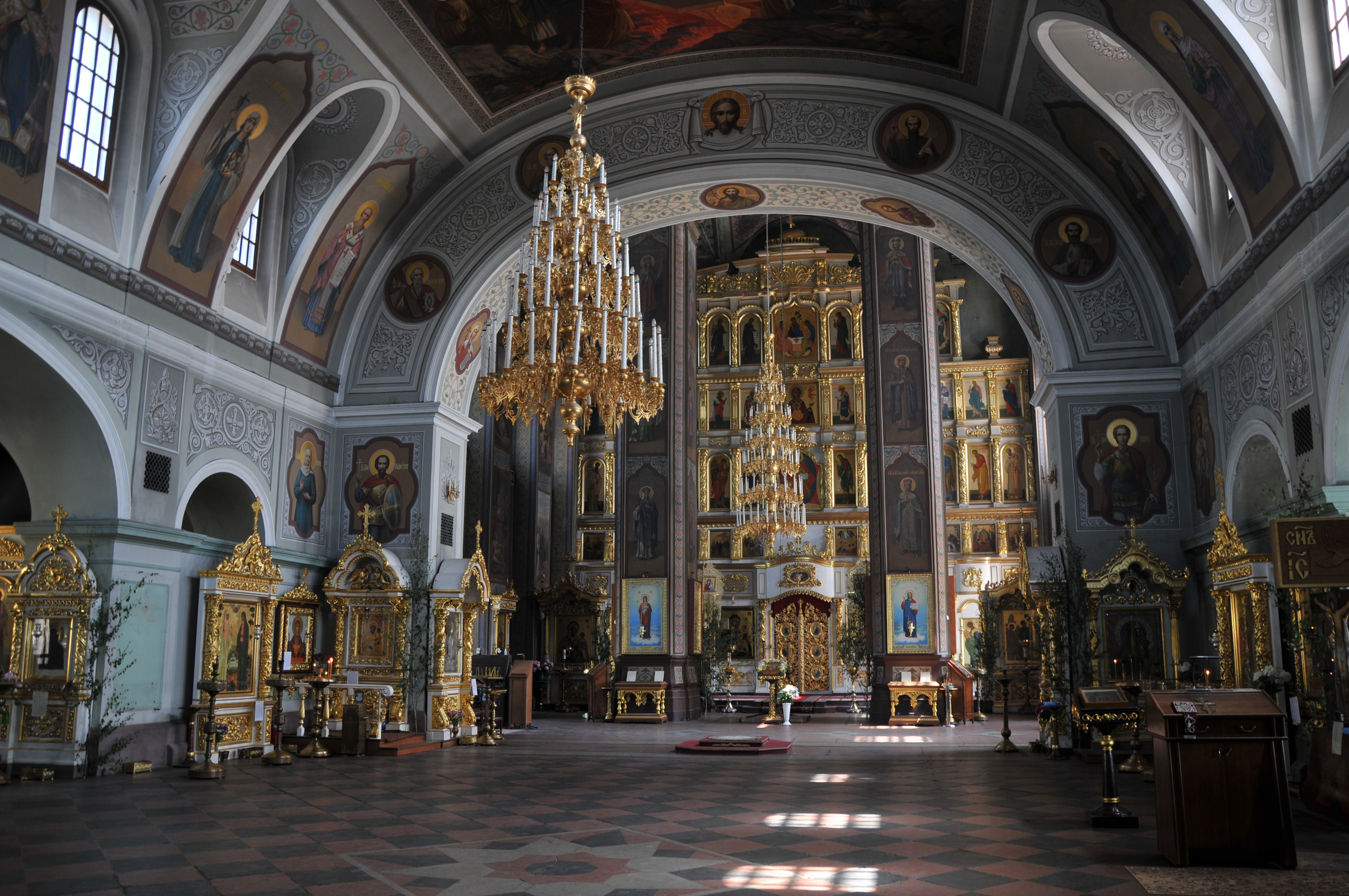
Интерьер храма

Во время очередного этапа гонений на Русскую православную церковь в 1922 году Ленин под предлогом борьбы с массовым голодом в Поволжье и других регионах объявил об изъятии ценностей и реликвий из соборов и церквей. Была создана уездная комиссия по изъятию ценностей из Воскресенского собора. 15 марта 1922 года толпа взволнованных верующих оказала сопротивление изъятию ценностей. Части особого назначения и красноармейцы открыли по толпе пулемётный и ружейный огонь. В результате столкновения были убиты четверо, ранены десятеро. 10 мая 1922 года после суда, организованного большевиками, были расстреляны протоиерей Павел Светозаров, иерей Иоанн Рождественский и мирянин Пётр Языков. Эти события стали известны как Шуйское дело. Этим событиям посвящён памятник работы Александра Рукавишникова перед колокольней.
2 октября 1937 года собор был закрыт постановлением Ивановского облисполкома.
Летом 1989 года Воскресенский собор был возвращён Русской православной церкви. Несколько лет собор считался подворьем Свято-Николо-Шартомского мужского монастыря. Совершаются ежедневные богослужения, восстановлены росписи и иконостас. В 2012 году образована Шуйская епархия.
Настоятель (по состоянию на 1 января 2018 года) — игумен Давид (Семенихин).